# Station Kaława
Station Kaława is een spoorwegstation in de Poolse plaats Kaława.